# Richie Omorowa
Efosa Richie Omorowa (Akalla, 30 marzo 2004) è un calciatore svedese, attaccante dell'Excelsior.

## Carriera

### Club
Omorowa è un prodotto giovanile del club svedese dell'AIK, da cui si è trasferito nelle giovanili del Brommapojkarna il 18 luglio 2021. Ha iniziato la sua carriera da professionista con il Brommapojkarna nel 2022 ed ha contribuito a vincere la Superettan 2022. Il 28 luglio 2023 si è trasferito all'Excelsior nei Paesi Bassi con un contratto di 2 anni. Ha segnato da sostituto al suo debutto, in vittoria per 4–3 sul N.E.C. in Eredivisie.

### Nazionale
Omorowa è nata in Svezia da padre nigeriano e madre ivoriana. È membro delle nazionali giovanile della Svezia, avendo giocato fino alla nazionale Under-19.

## Statistiche

### Presenze e reti nei club
Statistiche aggiornate al 2 settembre 2023.
| Stagione        | Squadra         | Campionato      | Campionato | Campionato | Coppe nazionali | Coppe nazionali | Coppe nazionali | Coppe continentali | Coppe continentali | Coppe continentali | Altre coppe | Altre coppe | Altre coppe | Totale | Totale | Totale |
| Stagione        | Squadra         | Comp            | Pres       | Reti       | Comp            | Pres            | Reti            | Comp               | Pres               | Reti               | Comp        | Pres        | Reti        | Pres   | Reti   |        |
| --------------- | --------------- | --------------- | ---------- | ---------- | --------------- | --------------- | --------------- | ------------------ | ------------------ | ------------------ | ----------- | ----------- | ----------- | ------ | ------ | ------ |
| 2022            | Brommapojkarna  | D1              | 14         | 3          | CS              | 0               | 0               |                    | -                  | -                  |             | -           | -           | 14     | 3      |        |
| 2023            | Brommapojkarna  | A               | 9          | 1          | CS              | 4               | 1               |                    | -                  | -                  |             | -           | -           | 13     | 2      |        |
| 2023-2024       | Excelsior       | ED              | 4          | 1          | CO              | 0               | 0               |                    | -                  | -                  |             | -           | -           | 4      | 1      |        |
| Totale carriera | Totale carriera | Totale carriera | 27         | 5          |                 | 4               | 1               |                    | -                  | -                  |             | -           | -           | 31     | 6      |        |

## Palmarès
- Superettan: 1

Brommapojarna: 2022